# Учительская семинария
Не следует путать с духовными семинариями, готовившими духовенство.
Учи́тельская семина́рия — среднее специальное учебное заведение, предназначенное для подготовки преподавателей начальной школы.

## История
Первые учительские семинарии были открыты во Франции (Реймс, 1684) и Германии (Галле, 1695).
В России первая учительская семинария была образована при Московском университете в 1779 году; часть средств был пожертвованы членами «Дружеского учёного общества», И. Г. Шварц пожертвовал 5000 руб., университет предоставил ей проценты с капитала Демидова для образования 6 учителей. Семинария готовила небольшое число преподавателей для Московской и Казанской гимназий и некоторых пансионов.
Образцом для создания многих учебных заведений послужила Вольмарская учительская семинария в Лифляндии, работавшая с 1839 года.
В 1860-е годы учительские семинарии и школы стали самым распространённым типом педагогического учебного заведения. План их устройства был разработан К. Д. Ушинским. В 1863 году в здании Московской прогимназии была открыта учительская семинария военного ведомства, готовившая преподавателей для прогимназий.
В 1870 году Министерство народного просвещения  приняло «Положение об учительских семинариях», в соответствии с которым с 1872 года широко развернулось создание сети таких учебных заведений. 
На семинарии за пределами Центральной России возлагалась функция подготовки кадров не только для русских, но и для инородных приходских училищ.
С 1872 года вместо учительских курсов в 5 учебных округах (Московском, Казанском, Петербургском, Харьковском и Одесском) в ведении попечителей округов стали создаваться учительские семинарии с 3-летним курсом обучения; они представляли собой открытые учебные заведения, принимавшие юношей или девушек из всех сословий, православного вероисповедания, выдержавших приёмные испытания в объёме программ 2-классных начальных училищ. Управление семинариями осуществлялось директором и советом, в который входили кроме преподавателей семинарии и учителя начальных училищ, состоявших при ней для практики воспитанников. 
В  1875 году  Министерство народного просвещения  приняло «Инструкцию для учительских семинарий».  
В учительских семинариях работали такие видные педагоги, как П. О. Афанасьев, А. П. Пинкевич и П. И. Чепелевская.
В 1890-х годах функционировало более 60 учительских семинарий, к 1917 году — 174 семинарии, в том числе 45 мужских и 29 женских. Образование в учительских семинариях Российской империи было бесплатным, а нуждающиеся воспитанники даже получали стипендию, с условием, что по окончании семинарии они проработают не менее 4-х лет учителями в одной из начальных школ. Для выходцев из бедных семей это было большим подспорьем, однако выпускники учительских семинарий не имели права поступать в высшие учебные заведения.
Так, указом императора Николая II в 1908 году в Вольмарской учительской семинарии было учреждено 20 казённых стипендий по 100 рублей в год каждая, для чего из государственного бюджета выделялось с 1 января 1909 года по 2000 рублей ежегодно. Зарплата подённого рабочего в этот период времени составляла 7 рублей в месяц, поэтому учительской стипендии было достаточно для содержания семьи. Тем же указом царя финансирование хозяйственных нужд семинарии было увеличено на 800 рублей в год. Зарплата учителя составляла 250—300 рублей в год.
Создавались также учительские семинарии для лиц иных христианских исповеданий и для мусульман: Закавказская учительская семинария (1876) с обучением на русском языке, Дерптская учительская семинария с обучением на эстонском (1878), Вольмарская учительская семинария с обучением на латышском (1839), татарские, чувашские, казахская и др.
После 1917 года учительские семинарии были преобразованы в педагогические курсы, затем в педагогические техникумы.

## Учебные предметы
Студенты изучали в семинарии следующие предметы:
- Библия и история Церкви;
- закон Божий;
- воспитание и педагогика;
- опытно-техническое обучение;
- русский и национальные языки;
- русская история и сведения по всеобщей истории;
- география;
- элементарная математика;
- естествознание и его история;
- чистописание и рисование;
- пение, базовое музыкальное образование (обучение гармонии);
- землеведение;
- ремёсла и гимнастика.

Учебная программа строилась на основе принятого Министерством народного просвещения «Положения об учительских семинариях» 1870 года и «Инструкции для учительских семинарий» 1875 года. На семинарии за пределами Центральной России возлагалась функция подготовки кадров не только для русских, но и для инородных приходских училищ.